# Alfred Bog
Alfred Bog är en mosse i Kanada.   Den ligger i provinsen Ontario, i den sydöstra delen av landet, 70 km öster om huvudstaden Ottawa.
Trakten runt Alfred Bog består till största delen av jordbruksmark. Runt Alfred Bog är det glesbefolkat, med 11 invånare per kvadratkilometer.